# Maurizio Ceresoli
Maurizio Ceresoli (Modena, 25 mei 1983) is een Italiaans autocoureur.
Zijn eerste serieuze racejaar was 2002, toen hij ging rijden in de Italiaanse Formule Ford. In zijn eerste seizoen hierin werd hij tweede. Het volgende jaar werd hij vijfde en stapte hierna over naar het Italiaanse Formule 3-kampioenschap in 2004. Hier reed hij twee seizoenen, waarin hij als 9e en 5e finishte, beide jaren voor het team Passoli Team.

## WTCC
In 2006 nam hij deel aan het WTCC, hij reed een heel seizoen voor het independentsteam GR Asia in een Seat Toledo als teamgenoot van Tom Coronel. Vanaf ronde 13 reed hij echter in een nieuwe Seat Leon. Zijn beste resultaat was een 14e plaats in de eerste race op Brands Hatch. Hij eindigde het jaar als vijfde bij de independents en als 31ste in het normale kampioenschap. In 2007 bleef hij in de Seat Leon voor GR Asia in het WTCC rijden, maar reed pas vanaf de vijfde ronde op het Circuit Ricardo Tormo Valencia. Hij heeft ook in de European Touring Car Cup gereden.